# Å
Å (Kleinbuchstabe: å, auch genannt A mit Kreis) ist ein Buchstabe des lateinischen Schriftsystems.
Er kommt unter anderem in den nordischen Sprachen vor. Etymologisch entspricht es dem altnordischen langen a (dort gewöhnlich á, bisweilen ā oder aa geschrieben); die daraus entstandenen Zwielaute im Isländischen und Färöischen werden jedoch immer noch á geschrieben.

Variante ohne und mit Serifen.

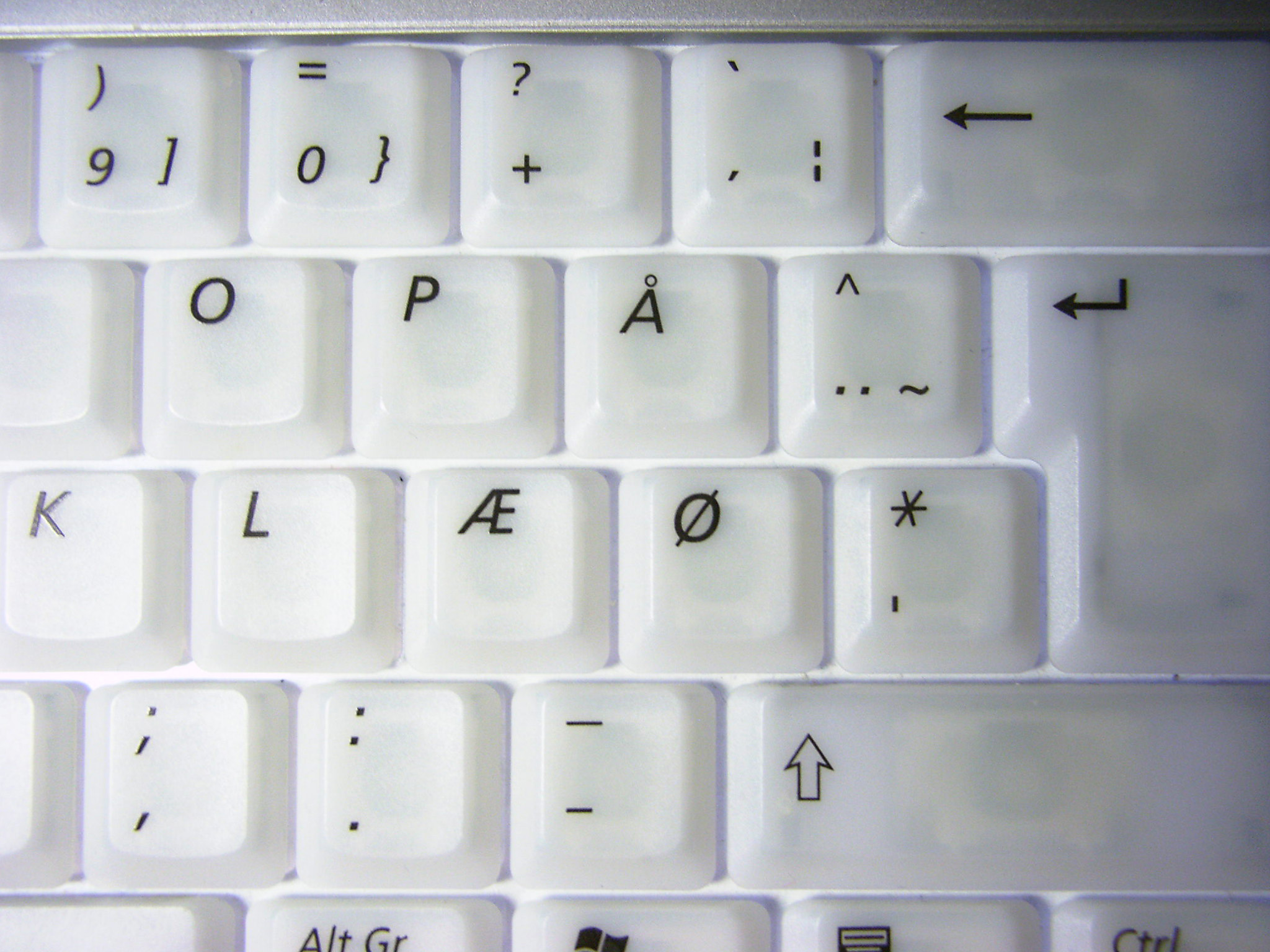
Dänische Tastatur (Ausschnitt)

Schwedische Tastatur (Ausschnitt)

## Form und Geschichte
Das Å ist ein A mit einem Ringakzent, einem kleinen Kreis (dänisch bolle, somit auch dänisch bolle-å genannt) darüber. Dieser Kreis wird gleichermaßen bei den Groß- und Kleinbuchstaben und sowohl in der Druck- als auch in der Schreibschrift verwendet. Der Überlieferung zufolge soll er die gerundeten Lippen bei der Aussprache darstellen.
Historisch geht er zurück auf ein kleineres A, das über das A gesetzt wurde und so den Langvokal aa ablöste. Das kleine A wurde dann zu einem Kreis reduziert und tauchte erstmals in einer schwedischen Handschrift im 15. Jahrhundert auf.

## Alphabetische Einsortierung
- Im Schwedischen, Finnischen und einigen verwandten Regional- und Minderheitensprachen (beispielsweise dem Kvenischen) ist Å der 27. Buchstabe im Alphabet und steht zwischen Z und Ä: Xx Yy Zz Åå Ää Öö.
- Im Skoltsamischen ist Å der 39. Buchstabe im Alphabet und steht zwischen Ž und Ä: Xx Yy Zz Žž Åå Ää Öö.
- Im Umesamischen ist Å der 28. Buchstabe und steht zwischen Y und Ä: Uu Üü Vv Yy Åå Ää Öö.
- Im Dänischen, Norwegischen und Grönländischen ist Å der 29. und letzte Buchstabe des Alphabetes: Xx Yy Zz Ææ Øø Åå. Daher wird in diesen Sprachen bei Nachschlagewerken die Angabe A–Å statt A–Z verwendet.
- Im Färöischen wird Å identisch zu Á einsortiert.
- Im Chamorro ist Å der 2. Buchstabe im Alphabet und steht zwischen A und B: ʼ (Knacklaut) Aa Åå Bb.
- In anderen Sprachen (z. B. Deutsch, Estnisch und Isländisch) wird Å unter A einsortiert.

## Vorkommen

### Skandinavische Sprachen

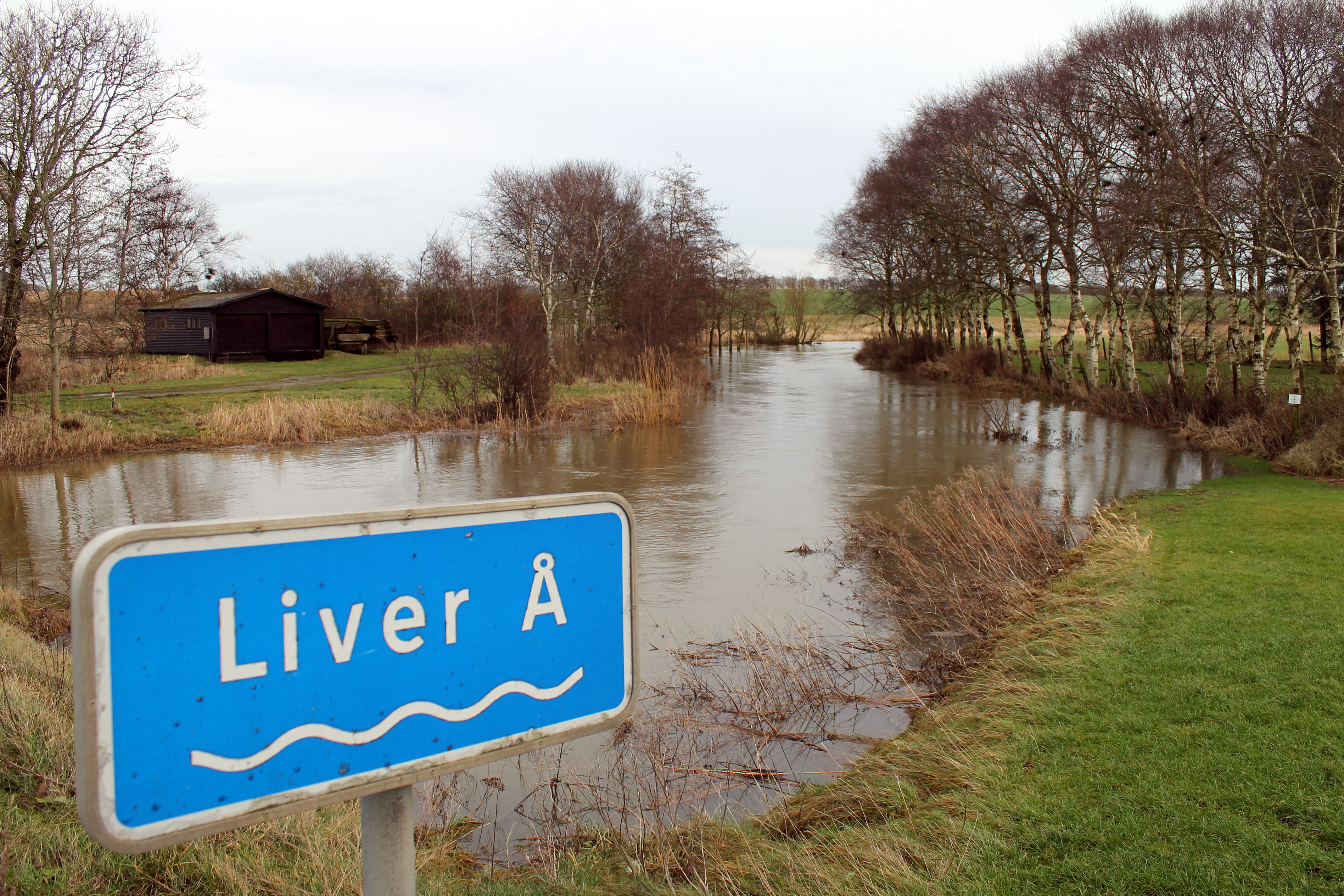
Gewässerhinweisschild „Liver-Fluss“ in Dänemark

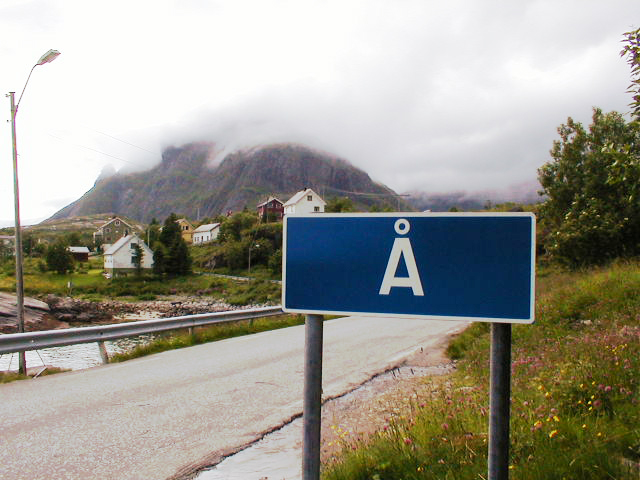
Ortsnamensschild von Å i Lofoten

Im Dänischen steht der Buchstabe Å/å für den offenen, tiefen Vokal A mit einer Tendenz zum O /⁠ɒ⁠/ (langes nordisches A); im Norwegischen und Schwedischen steht der Buchstabe Å/å für den Vokal /⁠ɔ⁠/ (wie in Loch bzw. offen), bei langer Aussprache jedoch für /⁠oː⁠/ (wie in Boote).
In Dänemark wurde der alte Digraph Aa (bzw. aa) mit der Dänischen Rechtschreibreform von 1948 durch Å (bzw. å) ersetzt; in Eigennamen und Ortsnamen wie Aabenraa und Aalborg findet sich jedoch noch die alte Schreibung. Auch der Name von Dänemarks zweitgrößter Stadt Aarhus wird aus Gründen des Stadtmarketings nach einem Beschluss des Stadtrates seit 2011 wieder mit Aa geschrieben.
In Norwegen wurde das Å 1917 eingeführt und ist seit 1938 obligatorisch in der offiziellen Rechtschreibung. Es finden sich dort jedoch noch Reste der alten Schreibweise, die aus der Unionszeit mit Dänemark stammen. So heißt der aktuelle norwegische Thronfolger Haakon (gesprochen /hoːkun/).
Die kürzesten Ortsnamen haben skandinavische Orte mit Namen Å (å bedeutet auch ‚Bach‘, ‚(kleiner) Fluss‘), z. B. im Ortsnamen Grenå in Ostjütland oder Å an der Südspitze der Inselgruppe Lofoten vor Norwegen.

### Niederdeutsch
Im Orthographiestreit des Niederdeutschen spielen å sowie das hochdeutsche Dehnungs-h eine besondere Rolle.
Im Wörterbuch nach Saß sind die Worte, in denen å steht (Bookstååv, lååt, pråten) in Versionen mit a und Versionen mit o als Alternative angegeben (maken (moken) für måken).
Eine tatsächliche Umlautung ist im Mittelniederdeutschen, z. B. Bugenhagen-Bibel Lübeck 1634, zu sehen, z. B. 1. Johannes: „…vnde dat worth was by Gåde / vnde God was dat wort.“ (Hochdeutsch: „… und das Wort war bei Gott / und Gott war das Wort.“)
Ebenfalls Wittenberg 1699:
IM anfange was dat Wordt / vnde dat Wordt was by Gåde / vnde Godt was dat Wordt. Datſuͤlve was im anfange by Gåde.
Das niederdeutsche å bezeichnet, auch wenn es lokal homophon ausgesprochen wird (siehe „Der neue SASS“, Ausspracheregeln, Nr. 1), insgesamt einen anderen Laut als a oder o.  Durch die Regel Nr. 1 der Saß’schen Orthographie werden nur Buchstaben verwendet, die auch im Hochdeutschen existieren; Lautschrift bietet das Wörterbuch nach Saß jedoch auch nicht.
Meist ist ein å im Niederdeutschen ein offenes o [ɔ]. Aussprachen a, o oder als Diphthong ao sind auch möglich (Ligatur: UTF-8 ꜵ, groß Ꜵ: U+A735 LATIN SMALL LETTER AO/U+A734 LATIN CAPITAL LETTER AO).

### Andere Sprachen und Varietäten
Å kommt außerdem vor:

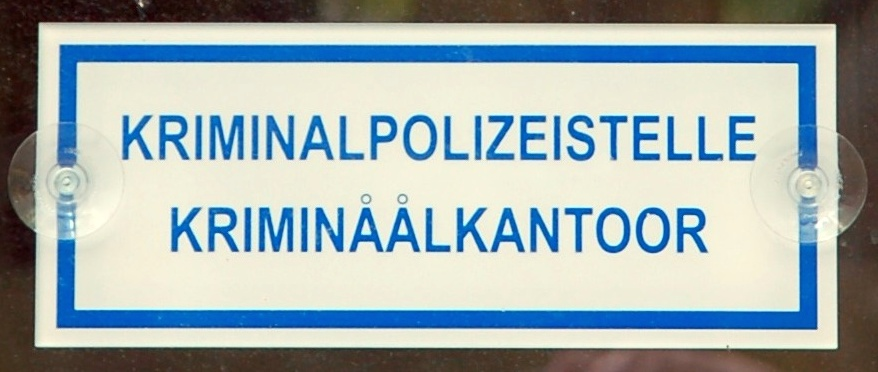
Deutsch-/nordfriesisches Schild in Husum, å in „Kriminåålkantoor“

- im Chamorro, einer auf Guam und den Marianen gesprochenen Sprache,
- im Wallonischen,
- im Istrorumänischen,
- in einigen Orthografien des Nordfriesischen (zum Beispiel Bökingarder Friesisch und Goesharder Friesisch),
- bei der Schreibung einiger deutscher Dialekte, wie Siegerländer Platt, Südrheinfränkisch, Pfälzisch, Schwäbisch, Bairisch und Gurinerdeutsch,
- bei der Schreibung einiger italienischer Dialekte wie dem Bologneser Dialekt.

### Einheitenzeichen
Der Großbuchstabe Å wird für die Längeneinheit Ångström verwendet.

### Fiktionales

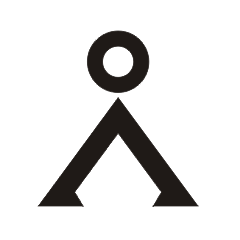
Stargate-Glyphe

Bei der Science-Fiction-Fernsehserie Stargate – Kommando SG-1 ist im Logo das zweite A im Wort Stargate durch das Symbol ersetzt, das an der Spitze des der Serie namensgebenden Sternentors sitzt. Dieses kann (je nach Betrachtungsweise) als eine querstrichlose Variante des Buchstabens A, als großes Lambda (Λ) oder als kopfstehendes V (Ʌ) angesehen werden, jeweils mit aufgesetztem Ring (STARGɅ̊TE) – exakt identisch ist das Symbol jedoch mit keinem der drei Schriftzeichen, weder in deren Serifen- noch in der serifenlosen Variante. Da weder das große Lambda noch das kopfstehende V in allen Textsystemen verfügbar ist, wird in Texten ersatzweise oft die ähnliche Schreibweise mit großem Å (STARGÅTE) verwendet.

## Darstellung in Computersystemen

### Kodierung
Der Buchstabe Åå ist im ISO-8859-1-Standard enthalten – hexadezimal C5 (Å) und E5 (å). Im internationalen Zeichenkodierungssystem Unicode gibt es neben dem Großbuchstaben Å (U+00C5) auch das separate Einheitenzeichen Å (U+212B) für die Einheit Ångström. Das Unicode-Konsortium rät aber von dessen Verwendung ab (“the regular letter should be used.”).

### Darstellung auf Computersystemen
| Standard/System                                     | Standard/System                                     | Großbuchstabe A mit Ring (Å)                                               | Kleinbuchstabe A mit Ring (å)                            | Ångström-Einheitenzeichen (Å) 6 |
| --------------------------------------------------- | --------------------------------------------------- | -------------------------------------------------------------------------- | -------------------------------------------------------- | ------------------------------- |
| Zeichenkodierung                                    |                                                     |                                                                            |                                                          |                                 |
| Unicode                                             | Codepoint                                           | U+00C5                                                                     | U+00E5                                                   | U+212B                          |
| Unicode                                             | Name                                                | LATIN CAPITAL LETTER A WITH RING ABOVE                                     | LATIN SMALL LETTER A WITH RING ABOVE                     | ANGSTROM SIGN                   |
| UTF-8                                               | UTF-8                                               | C3 85                                                                      | C3 A5                                                    | E2 84 AB                        |
| ISO 8859-1                                          | ISO 8859-1                                          | C5hex                                                                      | E5hex                                                    | —                               |
| HTML-Entität                                        | HTML-Entität                                        | &Aring;                                                                    | &aring;                                                  | &angst 5;                       |
| XML/XHTML                                           | dezimal                                             | &#197;                                                                     | &#229;                                                   | &#8491;                         |
| XML/XHTML                                           | hexadezimal                                         | &#x00C5;                                                                   | &#x00E5;                                                 | &#x212B;                        |
| TeX/LaTeX                                           | Textmodus                                           | \AA oder \r{A} (ab LaTeX2e)                                                | \aa oder \r{a} (ab LaTeX2e)                              | —                               |
| TeX/LaTeX                                           | Mathem. Modus                                       | \mathring{A}                                                               | \mathring{a}                                             | —                               |
| Eingabemethoden 1                                   |                                                     |                                                                            |                                                          |                                 |
| Deutsche Standard- Tastaturbelegungen               | E1                                                  | Alt Gr+o gefolgt von A                                                     | Alt Gr+o gefolgt von a                                   | —                               |
| Deutsche Standard- Tastaturbelegungen               | T2                                                  | Alt Gr+o gefolgt von A                                                     | Alt Gr+o gefolgt von a                                   | —                               |
| Windows                                             | CP850 (TUI)                                         | Alt+143 2                                                                  | Alt+134 2                                                | —                               |
| Windows                                             | CP1252 (GUI)                                        | Alt+0197 2                                                                 | Alt+029 2                                                | —                               |
| Macintosh (Deutschland)                             | Macintosh (Deutschland)                             | alt/⌥+⇧Shift+A                                                             | alt/⌥+A                                                  | —                               |
| Linux (Deutschland) (mit neueren Versionen von X11) | Linux (Deutschland) (mit neueren Versionen von X11) | Compose, ⇧Shift+A oder Compose, O, ⇧Shift+A oder Alt Gr+⇧Shift+Ü, ⇧Shift+A | Compose, A, A oder Compose, O, A oder Alt Gr+⇧Shift+Ü, A | —                               |
| Neo                                                 | Neo                                                 | Mod3+↹, ⇧Shift+A 4                                                         | Mod3+↹, ⇧Shift+A, A 4                                    | —                               |
| Microsoft Word                                      | Tastenkombination                                   | Alt+Strg+^, ⇧Shift+A                                                       | Alt+Strg+^, A                                            | —                               |
| Microsoft Word                                      | Unicodeeingabe                                      | C, 5, Alt+C                                                                | E, 5, Alt+C                                              | 2, 1, 2, B, Alt+C               |
| Vim                                                 | Digraph 3                                           | Strg+K, ⇧Shift+A                                                           | Strg+K, A, A                                             | —                               |
| Vim                                                 | Unicodeeingabe                                      | Strg+V, U, 0, 0, C, 5                                                      | Strg+V, U, 0, 0, E, 5                                    | Strg+V, U, 2, 1, 2, B           |